# Basílica de São Jorge Maior (Veneza)
A Basílica de São Jorge Maior (em italiano:  Basilica di San Giorgio Maggiore) é uma basílica na pequena ilha de San Giorgio Maggiore, frente à Praça de São Marcos, em Veneza. Faz parte do mosteiro homónimo. Ambos foram construídos pelo arquiteto de Vicenza, Andrea Palladio, sendo uma das suas obras mais destacadas.
A igreja tem a fachada virada para o Bacino di San Marco.
A fachada é em forma de templo clássico, com uma só entrada, com quatro colunas compostas sobre altos plintos, com um entablamento por cima onde se sustem um tímpano clássico. A solução inventada por Palladio para esta fachada é fantasiosa e é uma contribuição original para a resolução de um dos problemas mais sentidos pelos arquitectos renascentistas, que era o de encontrar o modo de dotar um aspecto inspirado no templo clássico a um edifício tripartido como a igreja cristã de três naves. O sereno interior de proporções perfeitas também é típico de Palladio. 
O edifício ficou terminado em 1576, enquanto a fachada se completou em 1610 por Vincenzo Scamozzi, trinta anos depois da morte do mestre.
Aqui estão os últimos quadros de Tintoretto: A Última Ceia (1592-1594), Recolha do Maná (1594) e A Deposição (1592-94). As duas primeiras encontram-se nas paredes do presbitério, e a última na capela dos mortos. 

## Ligações externas

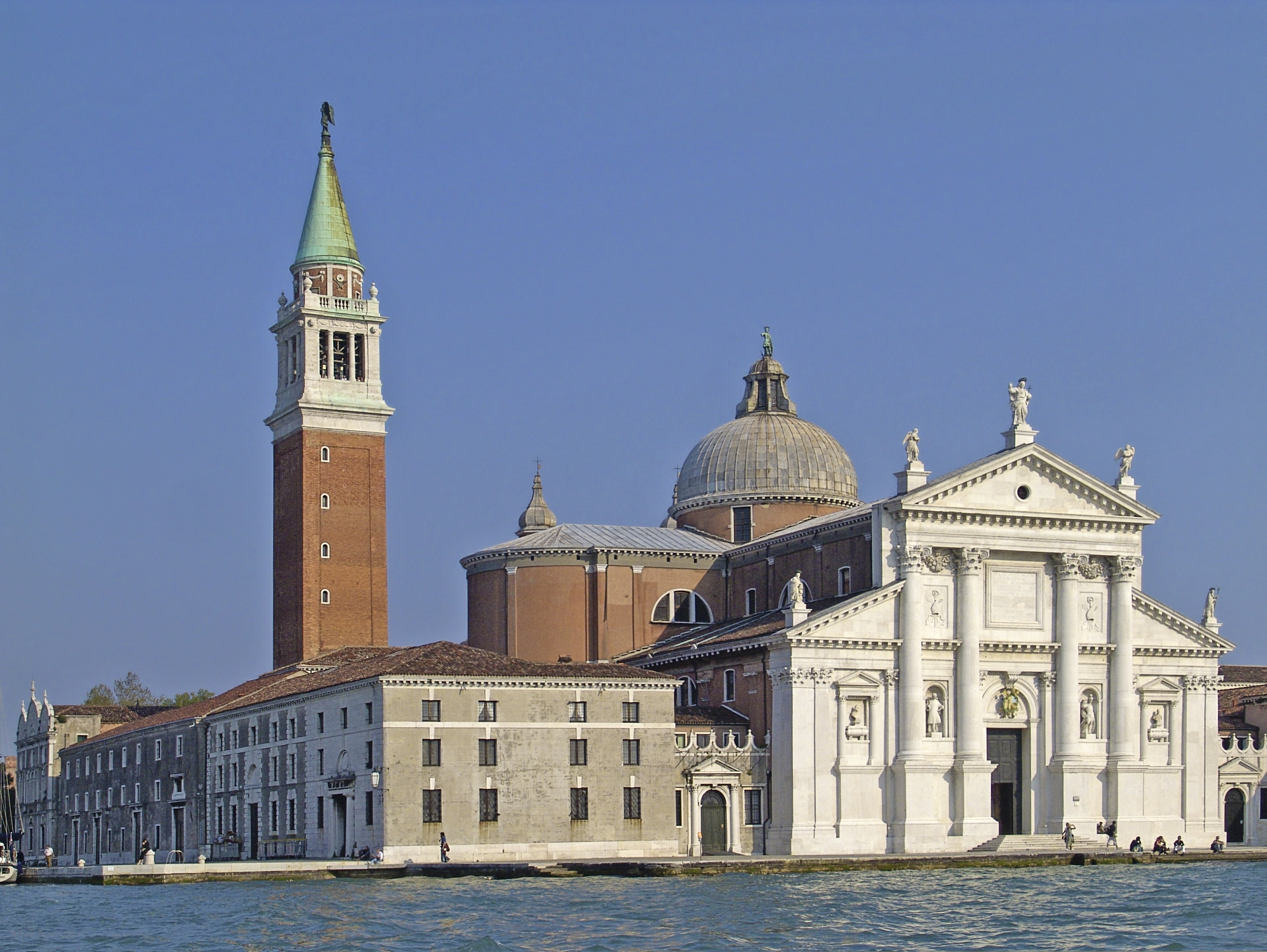
A basílica de San Giorgio Maggiore.

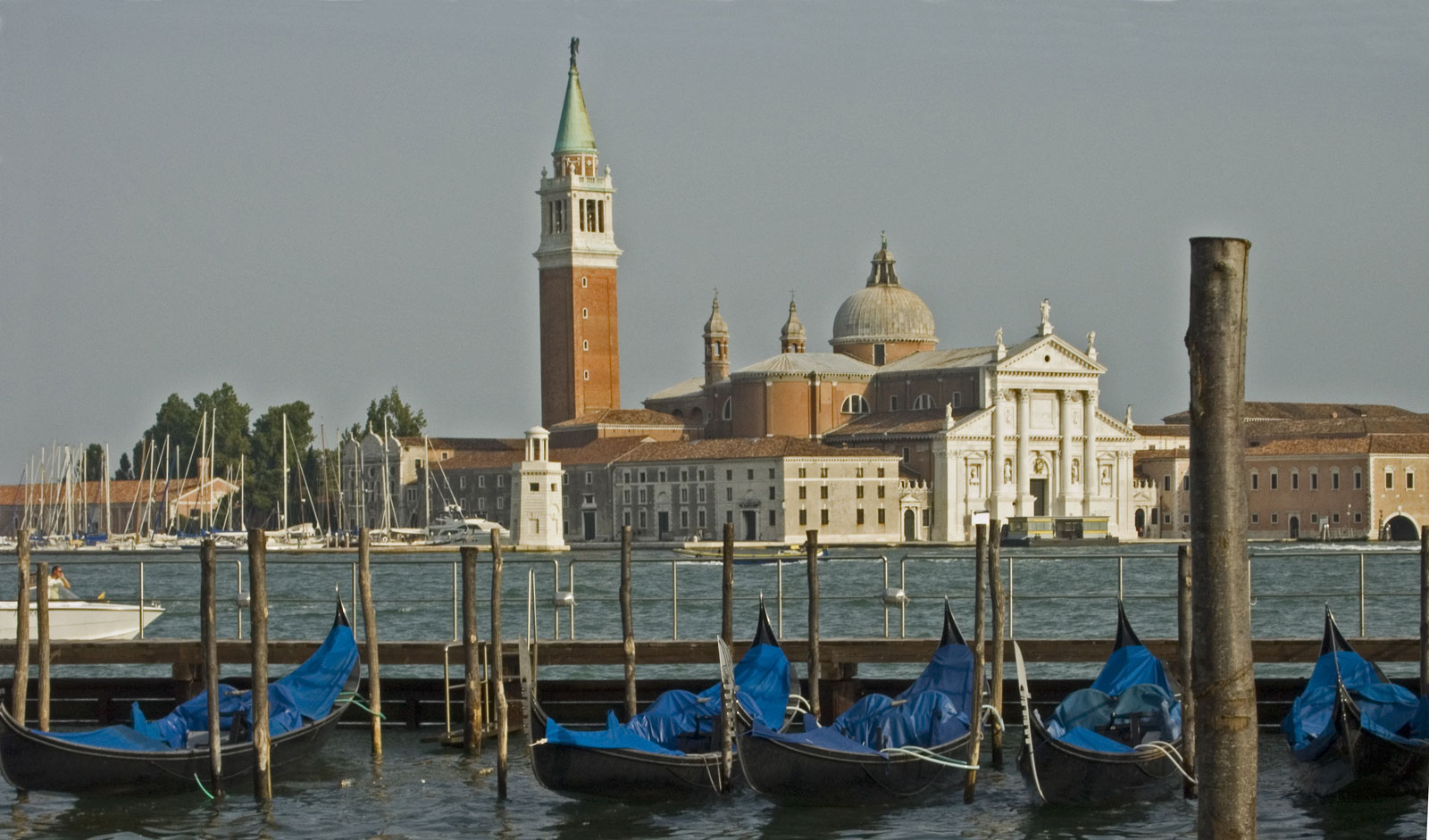
A basílica de San Giorgio Maggiore, na ilha homónima, vista da Piazzetta (Praça de São Marcos).

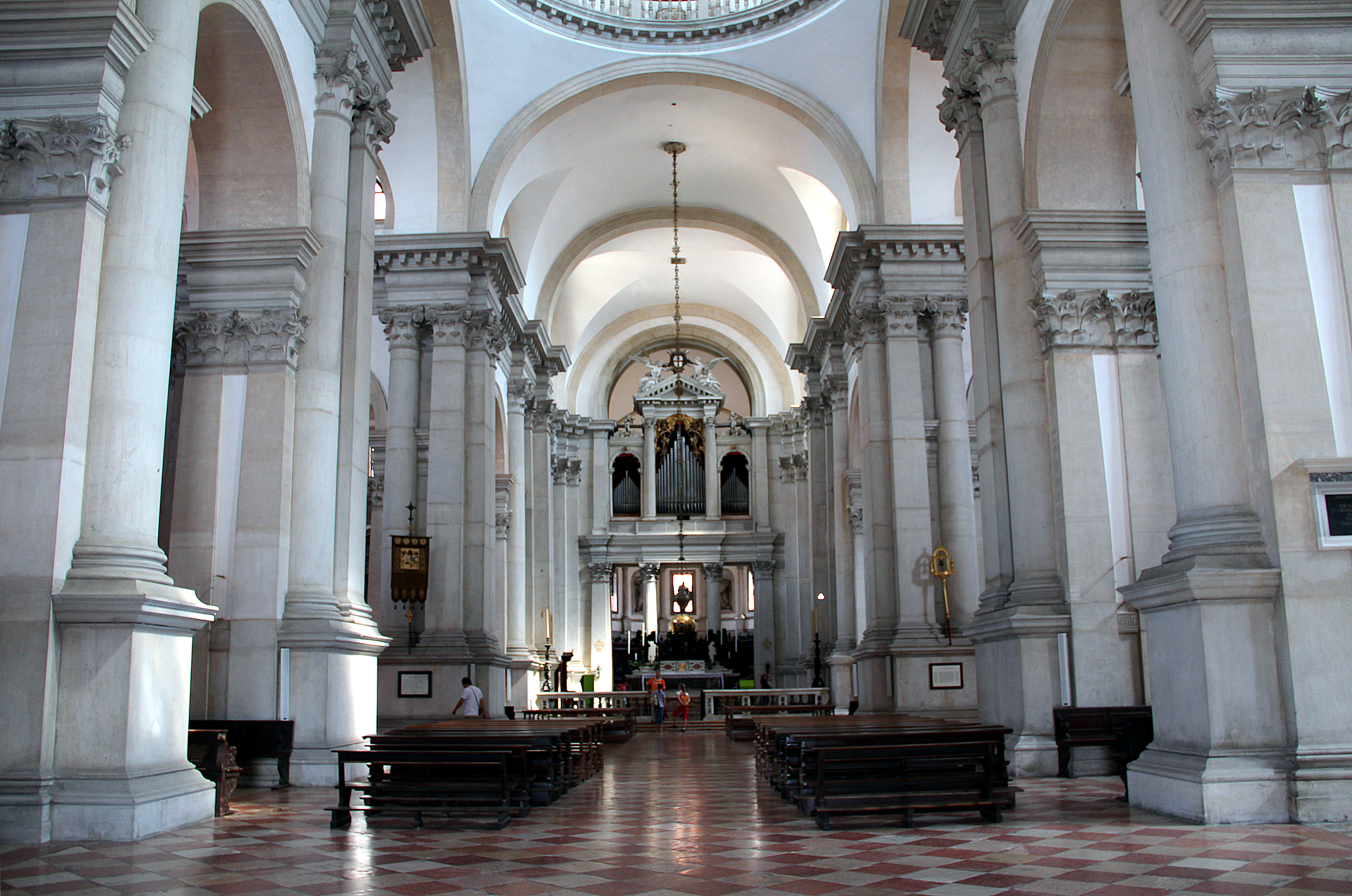
Nave, altar e órgão da Basílica de San Giorgio Maggiore em Veneza.